# U 2514
U 2514 war ein deutsches U-Boot vom Typ XXI. Kiellegung war am 24. Juli 1944 bei Blohm & Voss in Hamburg. In Dienst gestellt bei der 31. Flottille (Hamburg) wurde es am 17. Oktober 1944 unter Kptl. Rolf-B. Wahlen. Am 8. April 1945 wurde U 2514 bei einem Luftangriff in Hamburg versenkt.